# قبر حيرام
قبر حيرام هو تابوت كبير من الحجر الجيري وقاعدة تقع على بعد 6 كم جنوب شرق البلاد. في صور، لبنان، قرب قرية حناويه على طريق قانا.
يُظهر بعض التشابه مع المقابر الفارسية الأخرى مثل ضريح كورش وغور دختر.على الرغم من أنه يُنسب تقليديًا إلى حيرام الأول، يرجع تأريخه إلى الفترة الفارسية، بعد 4-6 قرون من الوقت المفترض لحيرام.
كتب لويس فيليكس دي سولسي، الذي زار القبر بعد فترة وجيزة من أعمال التنقيب التي قام بها رينان، لكنه نشر عمله مسبقًا، أن «كل هذا لم ينقب عنه إلا نصفه فقط،، وسيتطلب استكشافاً ذكياً، وبعد ذلك فقط سيقول قبر حيرام كلمته الأخيرة». رد رينان بالكتابة: «لا أعتقد أن قبر حيرام سيقول كلمته الأخيرة على الإطلاق، لأنه ليس به نقش. في يوم من الأيام، سيدرسه أناس أذكى مني؛ لكنني أشك في أنهم سيجدون أي شيء آخر غير ما وجدناه. اكتمل التنقيب الذي قمنا به في هذا النصب».

## صحة الاسم
وفقًا للمؤرخ إدوارد روبنسون في كتابه «أبحاث الكتاب المقدس في فلسطين»، فإن أول ذكر منشور يتعلق بحيرام كان من قبل فيري مونرو في وصفه لرحلته إلى المنطقة عام 1833. وصفها فيري مونرو على النحو التالي:
... قرية قانا ... حناوي بعد ميل واحد. يوجد في الصخور بين هذين المكانين العديد من القبور، مقطوعة بشكل وحجم توابيت، وحول القرية الأخيرة لا تزال آثار العصور القديمة أكثر عددًا. تتناثر الحجارة المنحوتة بالقرب من شظايا من الجدران القديمة، ويمر الطريق فوق درجتين عريضتين من الرخام الأبيض، يوجد على كل جانب كتلة مربعة صلبة من الحجر. على بعد نصف ميل، بالقرب من الطريق، يوجد تابوت ضخم، يُدعى Abber Hiram ؛ «قبر حيرام» له قاعدة طولها خمسة عشر قدمًا وعشرة ارتفاعًا. يبلغ طول التابوت الموجود في الجزء العلوي، المقطوع من حجر واحد، اثني عشر قدمًا وارتفاعه ستة وعرضه ثمانية وله غطاء بسمك ثلاثة أقدام، ومقطع حول الحافة، بحيث يلائم التابوت الحجري، أما الجزء الداخلي ويبلغ طوله سبعة أقدام وعرضه اثنان ونصف. مفتوح في نهاية واحدة ؛ على الرغم من عدم وجود نقش سواء قام قمبيز أو يوحنا هيركانوس بعمل الشق. لكن ثروة حيرام المعروفة ستجعله بعد الموت ضحية صالحة للنهب في عيون القبر العظيم.
في عام 1861، قام الباحث الفرنسي إرنست رينان بدراسة النصب التذكاري في كتابه Mission de Phénicie. بدأ بشرح:
تحدث العديد من المسافرين عن ما يسمى قبر حيرام. هذا الاسم لا يستحق المناقشة. هو نصب تذكاري رائع، لا بد أنه جذب الانتباه في العصور الوسطى. إذا كان هذا القبر الضخم يعتبر في ذلك الوقت قبر صديق سليمان، فلا شك أنه ذكر أي وصف لفلسطين.
واصل رينان شرح وجهة نظره حول تسمية القبر حيث انها كانت من عمل سائح فرنسي أو إنجليزي في الربع الأول من القرن التاسع عشر، والذي أراد سماع اسم الشخصية التوراتية الشهيرة، ووصف عملية صنع الأساطير حول المواقع التوراتية في المنطقة، وخاصة في القدس.

## الوصف
يبلغ طول الهيكل 4 أمتار وعرضه 3 أمتار، ويبلغ ارتفاعه الإجمالي 7 أمتار بما في ذلك التابوت الحجري الذي يبلغ ارتفاعه 2 متر.

## حفريات رينان
أثناء تنقيب رينان في 1860-1861، عُثر على درج منحوت من الصخر يؤدي إلى كهف كبير فارغ مجاور للهيكل وأسسه. يُشير ترتيب الأساسات إلى أن الدرج والكهف قبر قديم، يبدو أنه قد بُني على القمة. حيث أن الخرسانة قد سكبت في كهف آخر حيث انها أدت لإنشاء أساسات النصب التذكاري.

## معرض الصور

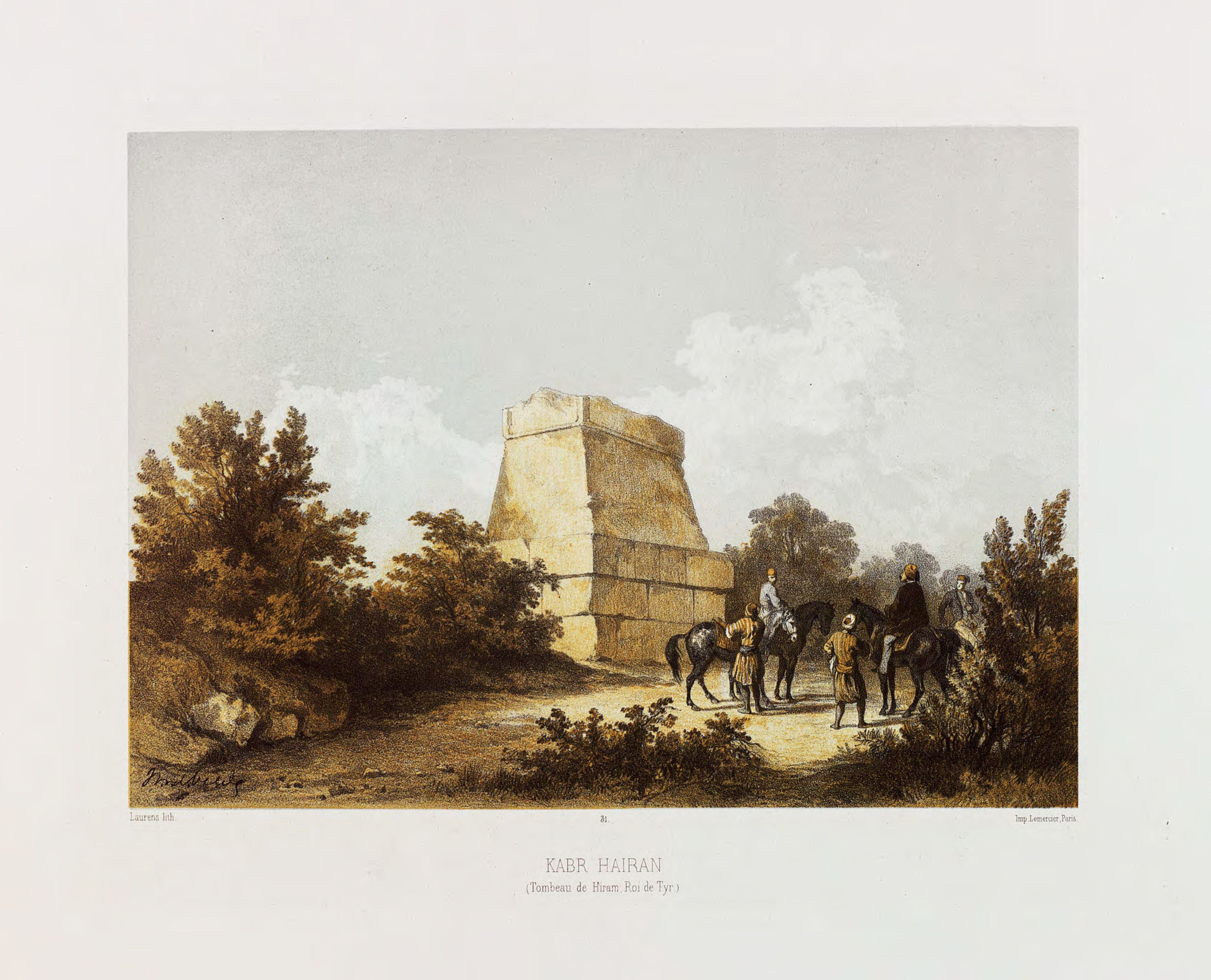
قبر حيرام، بقلم فان دي فيلدي، 1857
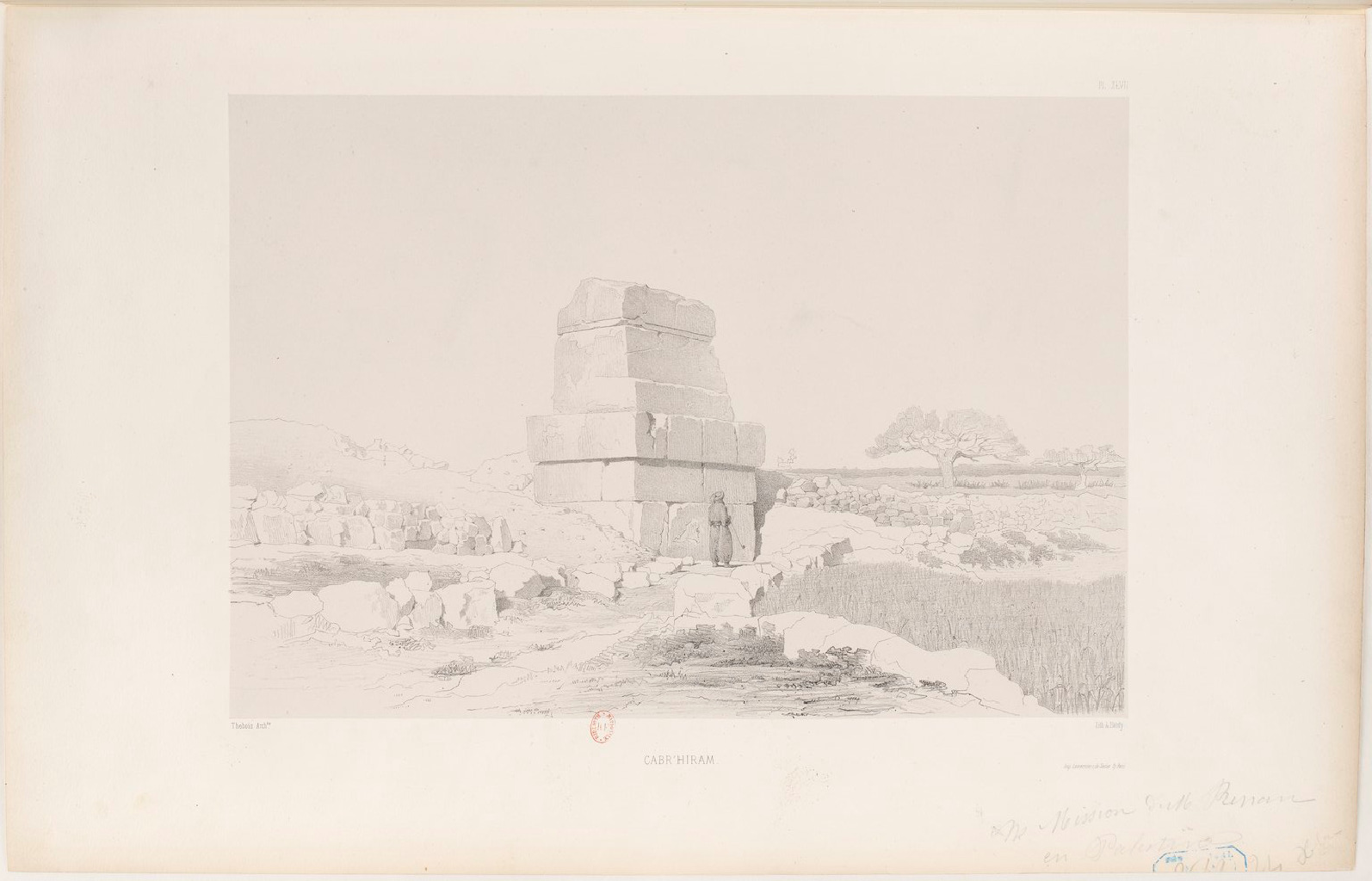
قبر حيرام ومحيطه، بقلم رينان، 1864
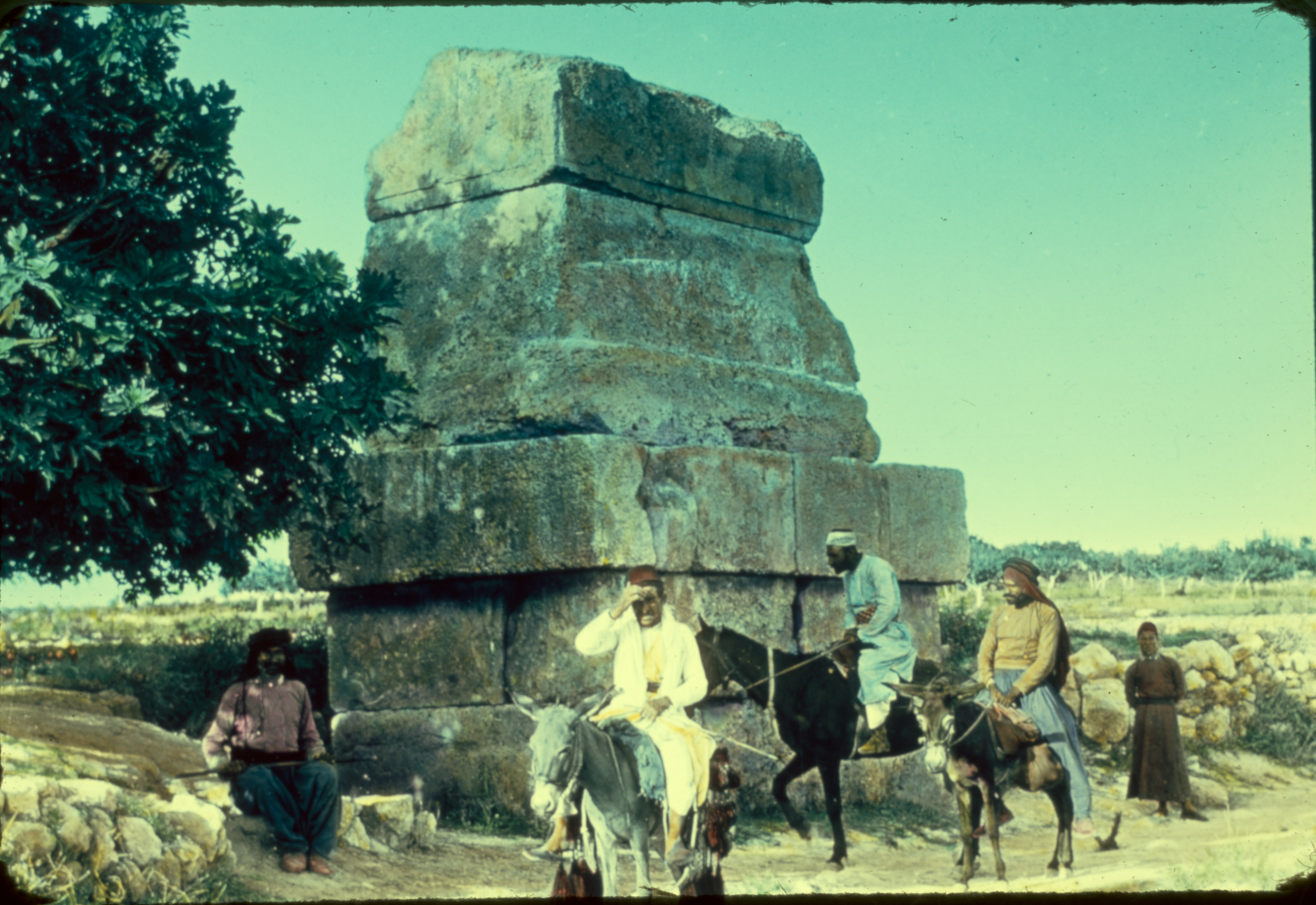
القبر في الخمسينيات/الستينيات
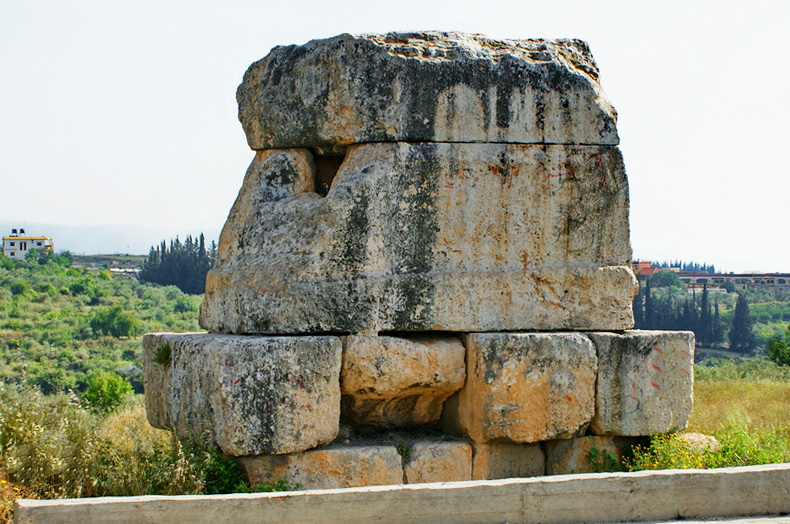
قبر حيرام عام 2009
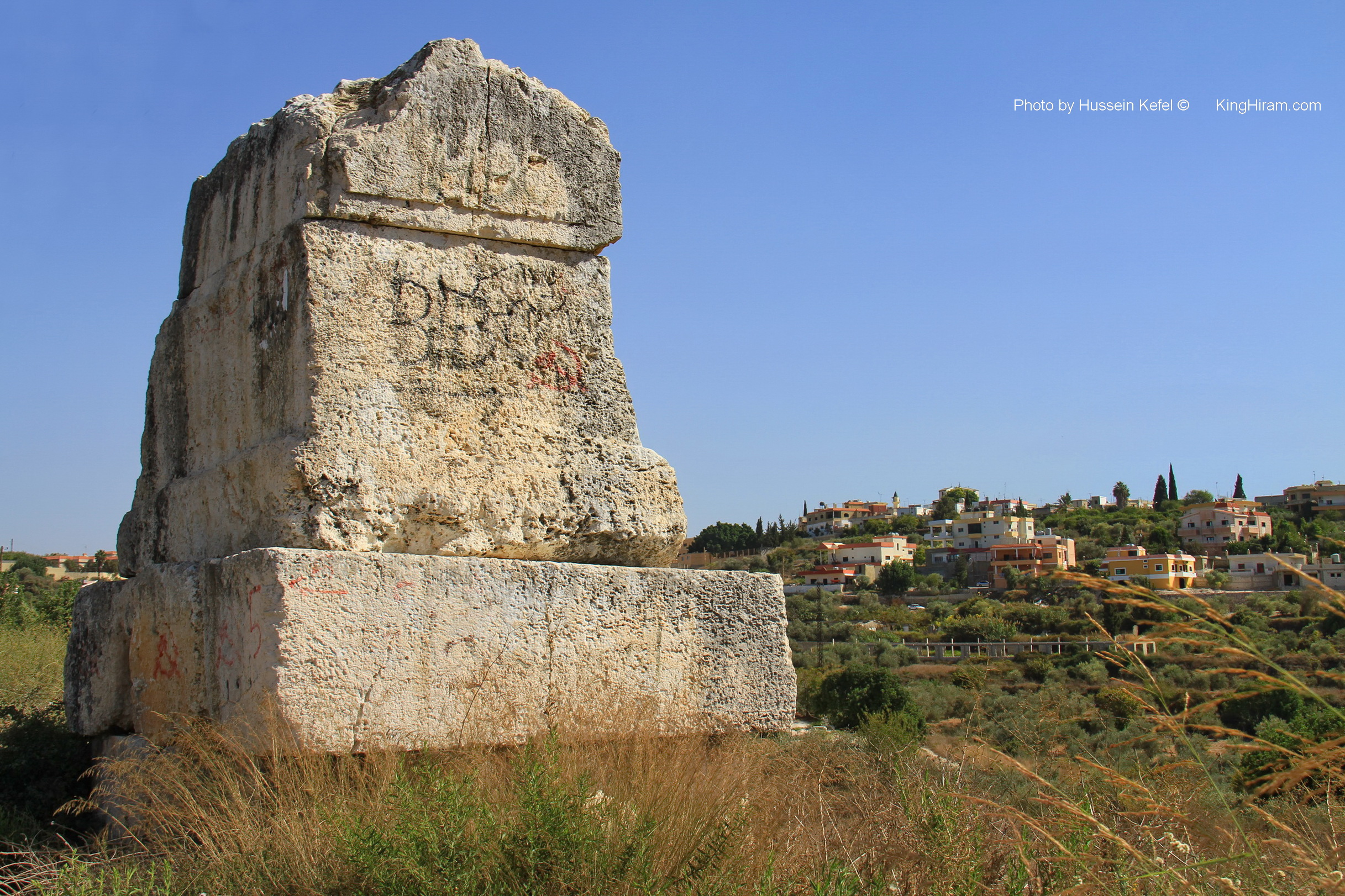
قبر حيرام، 2014